# Dorylomorpha fennica
Dorylomorpha fennica är en tvåvingeart som beskrevs av David Edward Albrecht 1979. Dorylomorpha fennica ingår i släktet Dorylomorpha och familjen ögonflugor. Arten är reproducerande i Sverige. Inga underarter finns listade i Catalogue of Life.